# Porta Celimontana
A Porta Celimontana (em latim: Porta Caelimontana) foi uma porta na Muralha Serviana situada na subida do Monte Célio, entre a Porta Capena e a Porta Querquetulana. Através dela passava a Via Celimontana, que em direção ao Célio transformava-se no Clivo de Escauro. No final do século XIX e começo do XX, tumbas romanas foram descobertas ao longo do cando sul, algumas das quais atualmente desaparecidas. Por algum tempo pensou-se que seria o medieval Arco de João Basílio.
Durante o reinado do imperador Augusto (r. 27 a.C.–14 d.C.), mais precisamente em 10 d.C., os cônsules Públio Cornélio Dolabela e Caio Júnio Silano construíram o Arco de Dolabela. Segundo estimado pelos estudiosos, provavelmente o arco seria uma reconstrução da Porta Celimontana. O arco foi incorporado na estrutura de suporte para o novo ramo do Aqueduto de Água Cláudia, o Aqueduto de Nero, construído por Nero (r. 54–68) talvez como parte do programa de reconstrução após o Grande incêndio de Roma.